# Albiorix (maan)
Albiorix is een natuurlijke satelliet van Saturnus, ontdekt in 2000 door Matthew Holman en Timothy Spahr en had de naam S/2000 S11. De maan is ook bekend als Saturnus XXVI.
Albiorix is 26 km in doorsnee. Zijn naam komt van de Keltische god van het recht en de eenheid, beter bekend als Toutatis.